# Десинхроноз
Десинхроноз — расстройство организма, патологический синдром, сопровождающий десинхронизацию циркадных ритмов.
Типичные симптомы десинхроноза: накопление усталости, снижение умственной и физической работоспособности, нарушения сна, расстройство пищеварения. При хроническом десинхронозе возможно развитие неврозов. Десинхроноз может лежать в основе заболеваний сердечно-сосудистой, репродуктивной и эндокринной систем.
Лабораторное моделирование десинхроноза применяется в экспериментальных хронобиологических исследованиях.

## Определение и классификация
В отечественной научной литературе встречаются разные определения. Так, по определению Б. С. Алякринского (1972), десинхроноз — это нарушение естественного хода биологических ритмов, их взаимной согласованности и обязательный компонент общего адаптационного синдрома. Е. В. Костенко и соавторы (2013) считают наиболее принятым следующее определение: десинхроноз — это патологическое состояние организма, возникающее при действии экстремального фактора и характеризующееся десинхронизацией (нарушением) биоритмов.
Согласно общепринятой классификации, десинхроноз подразделяется на два вида: эндогенный (внутренний) и экзогенный (внешний). Эндогенный десинхроноз возникает, как правило, в результате функциональных или органических поражений центральной нервной системы, обусловленных заболеваниями (менингит, инсульт, новообразования головного мозга). Экзогенный десинхроноз обусловлен воздействиями внешниx факторов.
Десинхроноз может быть острым и хроническим, а в ряде научных работ различают явный и скрытый десинхронозы. По механизму развития десинхроноз является стрессом.
Ф. И. Комаров (1989, 2000) предложил классификацию десинхронозов по причинному фактору и механизмам развития:
- Трансмеридианный десинхроноз центрального генеза. В основе его формирования лежит нарушение рецепции и трансмиссии синхронизирующего сигнала центральными осцилляторами — СХЯ и эпифизом. Он носит транзиторный характер, так как отсутствуют структурные нарушения центрального осциллятора.
- Возрастной десинхроноз комплексного генеза. Причины его развития имеют как центральное происхождение — нарушение межнейронных взаимодействий внутри СХЯ и снижение продукции мелатонина эпифизом, так и периферическое — нарушение рецепции тканями и органами сигнальной информации от центральных осцилляторов[* 1].
- Индуцированный десинхроноз периферического или комплексного генеза. Его развитие детерминировано воздействием физико-химических факторов или инфекционных агентов, которые нарушают функции эфферентного звена циркадианной системы.
- Патологический десинхроноз периферического генеза. Причина лежит в структурно-функциональных нарушениях на тканевом и органном уровнях. Патологический десинхроноз может быть спровоцирован как хронической, так и острой соматической патологией.

По степени тяжести различают три или четыре стадии — от временного рассогласования до структурных нарушений источника колебаний и периода биоритмов. Маркер степени десинхроноза — количество и ритм продукции мелатонина в течение суток. Чем выше стадия или чем чаще наступает обострение, тем меньше выработка мелатонина, тем меньше разница между ночной и дневной его продукцией, которая в тяжелых случаях практически становится одинаковой.
Наблюдаемые синдромы десинхроноза:
- астеноневротический — нарушение ритмов коры (головная боль, слабость, утомляемость);
- нервно-дистрофический — нарушение ритмов подкорковых структур и гипоталамуса;
- вегетативные нарушения — нарушения ритмов вегетативной нервной системы;
- эндокринные нарушения.

## Внешние причины
Т. К. Бреус и соавторы (2002) разделяют причины возникновения десинхроноза структурно на две основные группы:
Социальные факторы:
- биотропные факторы антропогенного происхождения:
  - токсические вещества, например, алкоголь[* 2], физические и другие воздействия;
  - совокупные социальные стрессы больших промышленных городов, связанные с напряжённой работой или управлением транспортом, обилием информации и т. д.;
- длительное рассогласование ритма сон-бодрствование при сменной и ночной работе;
- рассогласование между суточным стереотипом организма и временем другого часового пояса при трансмеридианных перелётах;
- орбитальные и межпланетные космические полёты.

Природные факторы:
- экстремальные природные условия;
- изменения ритмов действующих гелио-геофизических датчиков времени, таких как циклы солнечной активности, суточные и сезонные вариации погоды, изменения климата;
- ритмы магнитного поля Земли, вызванные вращением Солнца;
- апериодические изменения гелио-геофизических факторов, возникающие при солнечных вспышках и геомагнитных бурях.

Вместе с тем авторы указывают на некоторую условность такой систематизация причин, так как в реальности воздействие многих из перечисленных факторов может быть тесно переплетено, взаимосвязано, и один фактор может усиливать отрицательное действие другого.
Е. В. Костенко и соавторы разделяют экзогенные десинхронозы по причинам возникновения на следующие группы:
- фотодесинхронозы (воздействие постоянного освещения);
- бародесинхронозы (резкое изменение атмосферного давления);
- термодесинхронозы (изменение температуры);
- десинхронозы перемещения (переезды, перелёты, вахтовая работа);
- гелиодесинхронозы (изменение активности Солнца);
- социальные десинхронозы.

К перечисленным факторам могут быть добавлены:
- сезонные изменения фотопериода[7];
- перевод часов на летнее и «зимнее» время[* 3].

## Роль в развитии заболеваний
Десинхроз может лежать в основе социально значимых заболеваний нервной, сердечно-сосудистой, репродуктивной и эндокринной систем. Так, эндогенный десинхроноз может быть одной из причин артериальной гипертензии. Показана причинно-следственная связь между биоритмологическими нарушениями и развитием ишемической болезни сердца. Десинхроноз рассматривается исследователями как один из важнейших факторов возникновения цереброваскулярных заболеваний.
Серьёзные последствия для здоровья имеет внешний десинхроноз, то есть рассогласование между 24-часовым ритмом естественной освещённости и внутренними ритмами организма. Такой десинхроноз возникает в следующих ситуациях:
- длительные авиаперелёты,
- работа в ночную смену,
- циркадианно обусловленные нарушения сна,
- у слепых.

Десинхроноз может развиваться у людей, работа которых связана с длительным проведением времени в условиях пониженного освещения. Не всегда бывает просто установить связь между десинхронозом и какой-либо патологией, но многие исследования показывают: когда ритм деятельности не получает правильные внешние сигналы, происходит нарушение ритмики метаболизма. В частности, у людей, работающих в ночную смену, наблюдается повышенная склонность к избыточному весу. Имеются данные, что у медсестёр, работающих в ночные смены, достоверно в несколько раз выше заболеваемость раком молочной железы, а также, если женщина получает больше света ночью, это приводит к более высокой частоте рака матки — в обоих случаях речь идёт о гормонозависимых опухолях и о влиянии на гормональную систему как в целом, так и на репродуктивную функцию в частности.
Сменная работа, особенно в ночные смены, рассматривается рядом авторов как основной фактор развития десинхроноза. Отсутствие ночного сна не может быть компенсировано дополнительным сном в другое время суток, усиленным питанием или лекарственными средствами. Эффективной мерой профилактики возникновения и развития заболеваний в этом случае может быть раннее выявление и коррекция десинхроноза.

## Методы коррекции
Применяются как медикаментозные, так и немедикаментозные методы коррекции десинхроноза. Показана заметная роль препаратов мелатонина. Однако в связи с существующей среди населения полипрагмазией (одновременное назначение больному множества лекарств) значительный интерес представляют немедикаментозные методы, в частности, фототерапия. Кроме того, находят применение новые хронотерапевтические методы, в том числе биоритмологическое биоуправление и другие. Исследования подтвердили, что действующие на основе принципов биоуправления так называемые БОС-тренинги сохраняют клинический эффект не менее чем на 6—12 месяцев.
Практика методов фототерапии в России получила развитие в клинике НИИ терапии и профилактической медицины СО РАМН и применяется, например, в следующих случаях:
- «компромиссный» сдвиг суточных ритмов на более позднее время у людей, работающих в ночные смены, для эффективной работы ночью и полноценного сна в первой половине дня;
- лечение зимней депрессии — в основе клинического улучшения так называемое «энергезирующее» действие света;
- нарушения овариально-менструальной функции;
- лечение ожирения — когда к рекомендованным физическим нагрузкам добавляется световое воздействие, это приводит к снижению аппетита и количества жировой ткани у женщин с избыточной массой тела — эффект связан с тем, что световое воздействие увеличивает потребление кислорода, что косвенно свидетельствует об активации процессов метаболизма.